# FRESH BRASH OLD MAN
FRESH BRASH OLD MAN（フレッシュ・ブラッシュ・オールド・マン）は、SNAIL RAMPの3枚目のアルバムである。2000年1月19日にリリースされた。

## 概要
- 本作には2ndシングルの「MIND YOUR STEP!」は収録されなかった。
- オリコンチャート1位を獲得し、通算700作目及び自身最高のセールスを記録した。
- キングレコードのアルバム作品としての1位は、2009年6月の水樹奈々の『ULTIMATE DIAMOND』まで9年間存在しなかった。

## 収録曲
1. B・M・W (2:37)
（作詞・作曲：AKIO　編曲：SNAIL RAMP）
3rdシングル
2. DISH WASHER (2:03)
（作詞：TAKEMURA　作曲：AKIO　編曲：SNAIL RAMP）
3. UNLUCKY CHOICE (2:48)
（作詞・作曲：AKIO　編曲：SNAIL RAMP）
4. KISS MY FINGER (2:26)
（作詞・作曲：TAKEMURA　編曲：SNAIL RAMP）
5. CALL ME UP (3:40)
（作詞・作曲：TAKEMURA　編曲：SNAIL RAMP）
6. A PIZZA ALREADY (4:21)
（作詞・作曲：TAKEMURA　編曲：SNAIL RAMP）
7. WILL (2:40)
（作詞・作曲：TAKEMURA　編曲：SNAIL RAMP）
8. LITTLE KING (2:58)
（作詞・作曲：TAKEMURA　編曲：SNAIL RAMP）
9. PIECE OF LUGGAGE (3:17)
（作詞・作曲：AKIO　編曲：SNAIL RAMP）
10. OVER THE LINE (1:23)
（作詞・作曲：TAKEMURA　編曲：SNAIL RAMP）